# Euryblema
Euryblema là một chi thực vật có hoa trong họ, Orchidaceae.